# Николаевка (Бирский район)
Николаевка (баш. Николаевка) — село в Бирском районе Республики Башкортостан Российской Федерации. Входит в состав Бурновского сельсовета.

## География

### Географическое положение
Расстояние до:
- районного центра (Бирск): 6 км,
- центра сельсовета (Старобурново): 8 км,
- ближайшей ж/д станции (Уфа): 75 км.

## Население
| 2002 | 2009 | 2010 |
| ---- | ---- | ---- |
| 513  | ↗520 | ↘505 |

Согласно переписи 2002 года, преобладающая национальность — русские (85 %).